# Vision of the Seas
 (avril 2013).
Si vous disposez d'ouvrages ou d'articles de référence ou si vous connaissez des sites web de qualité traitant du thème abordé ici, merci de compléter l'article en donnant les références utiles à sa vérifiabilité et en les liant à la section « Notes et références ».
MS Vision of the Seas est un navire de croisière de classe Vision exploité par la Royal Caribbean Cruise Line.

## Présentation
Il est le bateau jumeau du Rhapsody of the Seas. Construit en mai 1998 et rénové en 2013. Le navire a un tonnage de 6 300 tonnes, une longueur de 279 mètres (915 ft) et une largeur de 32,2 mètres (106 ft). Le tirant d'eau du navire est de 7,63 mètres (25,0 ft). Sa vitesse de croisière est de 22 nœuds (41 km/h). Il possède une capacité de 2 416 passagers sur 11 ponts et un équipage de 742 personnes.